# Binokel
Binokel (auch Binocle, in den Vereinigten Staaten von Amerika Pinochle, Schwäbisch: Benogl) ist ein regionales Kartenspiel aus dem württembergischen Raum und wird daher meist mit württembergischem Blatt gespielt. Es kann mit 2 bis 8 Spielern gespielt werden. Meistens wird es zu dritt oder viert gespielt. Beim Dreierspiel spielen alle gegeneinander, während beim Spiel zu viert zwei Parteien gebildet werden können, wobei die jeweils gegenübersitzenden Spieler zusammenspielen (Kreuzbinokel). Auch beim Spiel zu sechst werden Zweierparteien gebildet, es gibt also drei Parteien.
Binokel stammt aus der Familie der Stichspiele. Im Unterschied zu anderen Stichspielen geben spezielle Kartenkombinationen (Familie, 4 gleiche etc.) Zusatzpunkte. Nach dem Austeilen wird um den Dabb (Stapel unausgeteilter Karten, vgl. Skat) gereizt. Reizwerte sind dabei die Augen der erwarteten Stiche und Meldbilder. Die Partei, die am höchsten gereizt hat, muss dann auch das Spiel gewinnen, also mehr Punkte durch Stiche und gemeldete Figuren erhalten, als sie gereizt hat.

## Herkunft
Entstanden ist das Spiel aus den französischen Kartenspielen Bézique und Cinq-Cents. Es wird auch in den Vereinigten Staaten gespielt, dort ist es unter dem Namen Pinochle bekannt und mit verschiedenen Regeln bzw. 2-mal 32 Karten des französischen Blatts statt 2-mal 20 oder 24 Karten des deutschen Blatts.
Der Name kommt vermutlich von dem Italienischen bin oculi (= zwei Augen), weil mit einem doppelten Blatt gespielt wird.

## Karten
Zum Spiel werden Karten verwendet, die im Handel mit Gaigel/Binokel bezeichnet werden und einen doppelten Satz Spielkarten enthalten. Die Bezeichnung der Spielfarben variiert regional und wird typischerweise Eichel (Kreuz), Schippen (Blatt, Pik, Grün, Gras, Laub), Herz und Schellen (Bollen, Karo) genannt. Die Kartenwerte in absteigender Wertigkeit heißen: Sau (Alte, Ass), Zehner, König, Ober (Dame), Unter (Bube) und meist Siebener (Leerer, Nixle, Dis). Jedoch kann beim Binokel ohne „Siebener“ gespielt werden, anders als beim Gaigeln.

### Stichkraft
Innerhalb der vier Farben ist die Rangfolge der Kartenwerte stets gleich: Daus (Ass, Alte, Sau) > Zehner > König > Ober  > Unter  > Siebener
| Hierarchie der Kartenwerte |                 |              |                   |
| Württembergische Farben    |                 |              |                   |
| Kreuz (Eichel)             | Schippe (Blatt) | Herz         | Bollen (Schellen) |
| A 10 K O U 7               | A 10 K O U 7    | A 10 K O U 7 | A 10 K O U 7      |
| Französische Farben        |                 |              |                   |
| Kreuz                      | Pik             | Herz         | Karo              |
| A 10 K D B 7               | A 10 K D B 7    | A 10 K D B 7 | A 10 K D B 7      |

Da jede Spielkarte doppelt vorhanden ist, sticht generell diejenige von zwei gleichen Karten, die in einem Stich als erste ausgespielt wurde. Fallen also beispielsweise beide Eichel-Asse in einem Stich, so gehört der Stich demjenigen Spieler, der sein Eichel-Ass zuerst ausgespielt hat (unter der Voraussetzung, dass niemand getrumpft hat).

## Regeln
Bei dem über verschiedene Regionen und Grenzen hinweg gespielten Kartenspiel existieren einige lokale Eigenheiten. Klare Unterschiede bei den Regeln gibt es insbesondere bei:
- Prioritätenreihenfolge beim Ausspielen (Stich- oder Trumpfzwang)
- Wer rauskommt; siehe Spezielle Spiele
- Augenzahl der Speziellen Spiele
- Spielen mit und ohne Rufen

## Spielverlauf

### Geben
Binokel kann mit oder ohne Siebener gespielt werden, wodurch mit 48 bzw. 40 Karten gespielt wird. Die jeweiligen Kartenanzahl pro Spieler und im sogenannten Dabb ist somit (Kartenanzahl: Spieler / Dabb):
| Spieleranzahl             | 3                        | 4      | 5     | 6     | 8     |
| ohne Siebener (40 Karten) | 12 / 4                   | 9 / 4  | 7 / 5 | -     | -     |
| mit Siebener (48 Karten)  | 14 / 6 ; 15 / 3 ; 16 / 0 | 11 / 4 | 9 / 3 | 7 / 6 | 6 / 0 |

 Ein Spiel zu fünft kann denkbar sein, wird aber meist abgelehnt.
Gegeben wird im Gegenuhrzeigersinn (So, wia mâ ân’d Baggâ nââschleed. Also: So wie man eine Ohrfeige verpasst.) an alle Mitspieler und den verdeckten Dabb auf dem Tisch. Durch die unterschiedlichen Spielmöglichkeiten (zu dritt/zu viert, mit/ohne Siebener) wird keine genaue Anzahl der nacheinander auszuteilenden Karten festgelegt. Wichtig ist hierbei nur, dass der Dabb weder als erstes noch als letztes abgelegt wird. Bei 3 Spielern mit 40 Karten typischerweise: 4 (an die 3 Spieler) – 2 (in den Dabb) – 4 (Spieler) – 2 (Dabb) – 4 (Spieler).
Üblicherweise wird der Kartenstapel dem Spieler links vom Geber hingehalten, so dass dieser Karten abheben kann. Dies geschieht, um sicherzugehen, dass beim Mischen nicht geschummelt wurde. Anstatt abzuheben, kann der Spieler auch klopfen. Der Geber muss dann alle Karten an die Spieler und in den Dabb am Stück ausgeben. Der Dabb darf auch hierbei nicht als letztes abgelegt werden.

### Reizen
In der ersten Spielphase wird um den Dabb (die verdeckten Karten auf dem Tisch) gereizt („gesteigert“). Dabei versucht man abzuschätzen, wie viele Augen (Punkte) man mindestens durch Melden und Spielen erzielen wird. Ziel des Reizens (auch als Steigern bezeichnet) ist es, das Spiel zu bekommen, d. h. den Dabb aufnehmen und die Trumpffarbe ansagen zu dürfen.
Der Spieler rechts vom Geber beginnt mit dem Reizen (ist vorne) und schreit seinen rechten Nachbarn an. Dieser antwortet dann typischerweise mit einem Reiz um 10 Augen höher und der Erste erhöht wieder, bis einer der beiden weg sagt (Also nicht wie beim Skat, wo einer schreit und der andere nur hört!). Danach kann auch der Geber noch reizen, wenn er will/kann. Beim Kreuzbinokel wird, nachdem der erste weg ist, mit dessen Spielpartner weitergereizt. Am Ende wird dann noch mit dem eigenen Spielpartner gereizt, wobei im eigenen Interesse möglichst schnell Einigkeit erzielt werden sollte. In manchen Regionen wird auch strikt im Gegenuhrzeigersinn gereizt, sodass der eigene Spielpartner noch vor dem zweiten Gegenspieler angeschrien wird.
Der Reiz wird notiert, um spätere Streitigkeiten zu verhindern.
Anschließend wird der Dabb für alle sichtbar aufgedeckt und derjenige, der das Spiel hat, nimmt ihn auf.

### Abgehen
Sofern derjenige, der am höchsten gereizt hat, auch nach Aufnahme des Dabb keine Möglichkeit sieht, seinen Reiz zu erreichen, kann er abgehen. Beim Kreuzbinokel gilt es abzuwägen, wie viel der Partner wohl melden kann, bevor man abgeht oder das Spiel wagt. Dabei ist es nicht erlaubt, den Partner zu fragen, ob er etwas melden kann. Der Spieler wählt die Trumpffarbe, in die er abgehen will (z. B. „Ab in Schippen“), und teilt diese mit gleichzeitigem Aufdecken seiner Karten (nicht verpflichtend) mit.
Regelungen fürs Melden:
- Pro Spieler werden 10 Punkte auf das Gemeldete addiert (z. B. 40 mit bei 4 Spielern).
- Der Spieler, der abgegangen ist (und beim Kreuzbinokel auch sein Mitspieler), darf nicht melden und geht/fährt die Anzahl der gereizten Punkte ab; somit wird sein Reiz nur einfach von seinem Punktestand abgezogen.

Beispiel: Ab in Schellen (schwäb.: I gang ab en Schellâ).
Für die anderen Spieler bedeutet dies, dass Schellen im Spiel Trumpf gewesen wäre. Die Gegenspieler können noch melden und bekommen bei 3 Spielern weitere 30 mit. Bei 4 Spielern sind es 40 mit usw.

### Drücken
Derjenige im Spiel (Spielmacher) muss, bevor er meldet, die gleiche Anzahl aufgenommener Karten aus dem Dabb wieder drücken (schwäbisch drugga), um auf dieselbe Kartenanzahl wie seine Mitspieler zu kommen. Wird dies vergessen oder wird die falsche Anzahl an Karten gedrückt, ist das Spiel verloren. Der Spieler geht in diesem Fall doppelt ab (der doppelte Reizwert wird vom Punktestand abgezogen). Dies ist auch der Fall, wenn eine gemeldete Karte versehentlich gedrückt wurde.
Sonderregelungen beim Drücken: Die Dissle (Trumpf-Siebener) dürfen gemeldet und gedrückt werden. Der Spieler muss das jedoch den anderen Mitspielern mitteilen. Zum Teil muss der Spieler, wenn er Karten der Trumpffarbe drückt, auch sagen, wie viele Trumpfkarten er drückt.

### Rufen
Wer das Spiel hat, darf eine Karte, die ihm noch fehlt, rufen. Die Karte muss ihm dann vom Besitzer ausgehändigt werden, der dafür eine andere Karte aus dem Besitz des Rufenden erhält. Wenn eine Karte gerufen wird, steigt der gereizte Wert, falls beim Reizen nicht schon erreicht, auf 400 Punkte. Die Regelvariante Rufen wird allerdings nur sehr selten angewandt. Beim Spiel zu zweit, wo während des Spiels noch Karten von einem Vorratsstapel gezogen werden können, entfällt das Rufen in jedem Fall, da sich die gerufene Karte ja noch im Stapel befinden kann (siehe unten).

### Melden
Der Spieler, welcher das Spiel hat (den Dabb gereizt), meldet als erster und gibt in diesem Zug auch die Trumpffarbe an.

#### Kombinationen
Nun werden Kombinationen gemeldet, die einen Teil der erzielbaren Punkte ausmachen.
Folgende Meldungen sind möglich:
- Binokel (Schellen-Unter und Schippen-Ober) 40 Punkte; doppelter Binokel auch „Dreihunderter“ oder „Karle“ genannt (zwei Schellen-Unter und zwei Schippen-Ober) 300 Punkte.
- Vier Gleiche (von jeder Farbe eine Karte gleichen Werts): Dabei zählen vier Asse 100, vier Könige 80, vier Ober 60 und vier Unter 40 Punkte. Die Zehnen bzw. Siebenen zählen hierbei nichts.
- Acht gleiche (von jeder Farbe zwei Karten gleichen Werts) zählen immer 1.000 Punkte. Ob dabei die Zehnen und Siebenen zählen, wird regional unterschiedlich gehandhabt.
- Eine Familie sind alle fünf unterschiedlichen Kartenwerte einer Farbe außer dem Siebener. Die Familie zählt 100 Punkte, bei Trumpf 150 Punkte. Das darin enthaltene Paar aus König und Ober kann nicht zusätzlich gemeldet werden.
- Eine Doppelte Familie sind alle 10 Karten einer Farbe außer den Siebenern und zählt 1500 Punkte.
- König und Ober einer Farbe bilden ein Paar (â Bärle) und geben 20 Punkte, bei Trumpf 40 Punkte.
- Der Trumpfsiebener, der Diß (von frz. dix = Zehn) genannt wird, gibt 10 Punkte.

Karten können auch mehrfach für Meldungen verwendet werden: Mit einem Schippen-Ober, einem Schippen-König und einem Schellen-Unter kann man beispielsweise einen Binokel und ein Schippen-Paar melden. So können auch Vier Gleiche, von der eine Karte Bestandteil einer Familie ist, gemeldet werden. Hingegen kann mit einem einzelnen Ober oder König kein Paar mit den Karten einer Familie gebildet werden, genauso wenig wie man beispielsweise mit einem König und zwei Obern einer Farbe zwei Pärchen melden kann.
Die gemeldeten Punkte zählen nur dann, wenn mindestens ein Stich gemacht wurde!

#### Rundgang
Hat man von jeder Farbe ein Paar, kann man einen sogenannten Rundgang melden. Es handelt sich dabei um keine echte Kombination, sodass es dafür keine Sonderpunkte gibt, im Gegensatz zu anderen Kombinationen wie beispielsweise dem Doppelten Binokel (Zwei einfache Binokel geben 80 < 300).
Jedoch weiß der geübte Spieler automatisch, dass es für den Rundgang 240 Punkte gibt: Vier Könige geben 80, vier Ober geben 60 und das Trumpf-Paar und die drei weiteren Paare geben 100. Wird gleichzeitig mit dem Rundgang eine Familie gemeldet, zählt der Rundgang nur noch 200 Punkte, da das in der Familie enthaltene Paar aus König und Ober bereits mit der Familie gewertet ist.
(In einer anderen Regel-Version ergibt der Rundgang immer 250 Punkte, egal ob er mit einer Familie verbunden wird oder nicht.)

### Ausspielen
Nach dem Melden wird ausgespielt und Stiche gemacht. Gespielt wird – wie beim Reizen – gegen den Uhrzeigersinn. Es beginnt derjenige, der auch mit dem Reizen begonnen hat, nur bei den Spezialspielen Durch und Untendurch (Bettel) nicht; siehe auch dort.
Absteigend gilt in dieser Reihenfolge:
- Farbzwang: Die ausgespielte Farbe muss bedient werden.
- Stichzwang: Wer kann, muss stechen; d. h. eine höhere Karte, als bereits ausgespielt wurde, legen.
- Trumpfzwang: Kann die ausgespielte Farbe nicht bedient werden, muss Trumpf gespielt werden.
- Z’erschd g’schbielt, z’erschd g’schdochâ (Zuerst gespielt, zuerst gestochen): Bei Karten gleichen Wertes sticht die zuerst ausgespielte.

Eine Trumpfkarte sticht automatisch alle Karten der anderen Farben.
Stichzwang und Trumpfzwang sind wesentliche Unterschiede zu Skat und Schafkopf/Doppelkopf.

### Besonderheiten beim Spiel zu zweit
Beim Spiel zu zweit werden nicht alle Karten ausgeteilt; auch der Dabb entfällt. Die übrigen Karten werden verdeckt auf einen Stapel gelegt, von dem jeder Spieler für jede ausgespielte Karte eine Ersatzkarte zieht. Somit haben die Spieler bis auf die Schlussphase immer gleich viele Karten in der Hand. Der Dabb und das Rufen entfallen; gemeldet werden kann auch während des Spiels, da sich manche Kartenkombination auch erst durch das Ziehen fehlender Karten ergeben kann.

### Zählen
In der vierten Phase werden die Augen der erreichten Stiche gezählt. Wer den letzten Stich macht, erhält 10 Punkte extra. Bei den erreichten Zählwerten kann ab 5 Augen auf die nächste 10er-Stelle auf- bzw. bis 4 Augen abgerundet werden. Wird auf- bzw. abgerundet zählt diese Regel für alle Spiele.
Beim Kreuzbinokel zählen die Punkte der beiden Partner jeweils zusammen (es bietet sich daher im Spiel an nur einen Stapel für die gestochenen Karten je Team zu machen).
Es wird auch geprüft, ob der Spielmacher mit der Summe der gemeldeten Punkte und der Punkte aus dem Spiel den Reizwert erreicht hat (jedes Auge zählt!).
Falls der Reizwert nicht erreicht wurde, geht der Spielmacher den doppelten Reizwert oder auch den Reizwert um 100 erhöht ab und seine gemeldeten Punkte verfallen.
Notiert man den Spielstand, was bei einer normalen Partie üblich ist, können Spieler durch verlorene Spiele (einschließlich Abgehen) auch ins Minus gelangen („in den Keller gehen“). Der Punktestand 0 ist also nur die Anfangsbedingung für alle, nicht eine untere Grenze. Die Partie endet immer erst dann, wenn ein Spieler die vereinbarte Punktezahl, z. B. 1500, erreicht oder überschritten hat; dabei ist es egal, wie viele Punkte (oder Minuspunkte) andere Spieler haben.

## Werte
Die Augenwerte beim Zählen entsprechen in ihrer traditionellen Form jenen welche auch bei vielen anderen Kartenspielen, wie z. B. Skat, zu finden sind. Jedoch werden zur Vereinfachung auch andere Zählweisen gehandhabt, bei welchen nur die werthöchsten Karten gezählt werden. Mit den 10 Augen für den letzten Stich ergeben sich jedoch immer 250 Augen.
Punkte für die gängigsten Zählvarianten im Überblick:
| Asse | Zehner | König | Ober | Unter | Siebener |
| 11   | 10     | 4     | 3    | 2     | 0        |
| 10   | 10     | 10    | 0    | 0     | 0        |
| 10   | 10     | 5     | 5    | 0     | 0        |
| 15   | 15     | 0     | 0    | 0     | 0        |

Beim Aufschreiben gibt es die unterschiedlichen Möglichkeiten, ob die Ergebnisse punktgenau oder auf zehn gerundet notiert und zusammen gezählt werden. Dies muss vor dem Beginn unter den Spielern ausgemacht werden.

## Spezielle Spiele
Spezielle Spielvarianten sind der Durch oder der Untendurch (Bettel). Sie sind nicht überall gängig bzw. anerkannt und werden separat aufgeschrieben.

### Der Durch (d’r Obârom)
Ziel des Spieles ist es, alle Stiche zu machen. Es wird weder eine Trumpf-Farbe gewählt, noch gemeldet und derjenige, der das Spiel hat, beginnt (kommt raus). Regional abhängig wird auch diejenige Farbe der ersten gespielten Karte als Trumpf-Farbe festgelegt.
Der Durch gespielt zählt 1.000 Punkte und aufgelegt (d. h. der Spielende legt seine Karten vor dem 1. Stich offen auf den Tisch, weil klar ist, dass kein Stich verlorengeht) 1.500 Punkte. Die seltenste Form ist der aufgelegte Durch von der Hand. Hierbei handelt es sich um einen aufgelegten Durch, der, ohne den Dabb zu enthüllen, direkt gespielt wird. Er zählt 2.000 Augen. Es existieren allerdings auch andere, regionsabhängige, ähnliche Bepunktungen des Durchs.

### Der Untendurch/Bettel (d’r Onnârom/d’r Ondârom (regional))
Ziel des Kartenspieles ist es, keinen Stich zu machen. Es wird weder eine Trumpf-Farbe gewählt noch gemeldet, und je nach Gegend beginnt entweder derjenige, der das Spiel hat, oder derjenige, der vorne ist.
Der Bettel zählt ebenso regionsabhängig 1.000, 1.500 oder 500 Augen. Jedoch ist die „Untendurch-Regel“ nicht sehr verbreitet, da die Wahrscheinlichkeit für einen Untendurch viel geringer ist als die für einen Durch.
Beim Untendurch gilt nach wie vor Stichzwang: wer kann, muss stechen!

## Ziel
Das Ziel wird vorher von allen Spielern gemeinsam festgelegt. Normalerweise einigt man sich auf einen festen Wert, der ein Vielfaches von 500 ist; z. B. 1000, 2000, 2500.
Das Spiel endet, sobald ein Spieler die gewählte Grenze mit einem Spiel erreicht oder überschreitet. Es muss allerdings ein geschafftes Spiel sein, darf also nicht durch Abgehen eines Gegners erreicht werden.

## Spieltaktik
- Bei einem absehbar knappen Ausgang des Spiels ist es für die beiden Gegner des Spielers oder des Spielpaares sinnvoll, sich gegenseitig die hohen Karten zuzuspielen, die auf keinen Fall stechen werden. Dies wird Schmieren genannt.
- Bei einem knappen Spiel versucht der Spielmacher sich nach Möglichkeit eine Trumpf- oder andere hohe Karte für den letzten Stich aufzubewahren, da die zusätzlichen 10 Punkte für den letzten Stich manchmal ausschlaggebend und spielentscheidend sein können.
- Wenn beim Reizen ersichtlich ist, dass der Gegenüber den Dabb haben will und hoch reizen wird, ist es sinnvoll, auch über die eigenen Möglichkeiten hinaus zu reizen. Dies ist natürlich mit der Gefahr verbunden, ein Spiel zu erhalten, das man nicht will und eventuell dann auch nicht spielen kann.
- Wenn man sich überreizt hat und abgehen muss, ist es sinnvoll als Trumpf eine Farbe zu wählen, in welcher wahrscheinlich kein Paar mehr gemeldet werden kann (z. B. wenn man selbst beide Blatt-Ober besitzt: Ab in Blatt).
- Zweifarbigkeit: Erfahrungsgemäß ist es sinnvoll, als Spielmacher möglichst wenig Farben auf der Hand zu haben. Deshalb sollte beim Drücken versucht werden, Einzelkarten von Farben zu entsorgen. Da die Gegner nicht sofort wissen, welche Farben nicht auf des Spielmachers Hand verbleiben, kann dieser in günstigen Fällen schnell zum Trumpf greifen und die Gegner damit überraschen.
- Blanke Sau: Ist man nicht vorne, sollte vermieden werden, ein Ass als einzige Karte einer Farbe zu halten, bzw. sollte versucht werden, dieses Ass möglichst schnell ins Spiel zu bringen. Es besteht die Gefahr, dass die blanke Sau durch die Erstspielregel wertlos wird und abgegeben werden muss.
- Blanke Sau bei eigenem Spiel und vorne: Hat man das Spiel beim Reizen bekommen und ist zudem vorne kann es hingegen sehr sinnvoll sein, die blanken Sauen auf der Hand zu behalten und nicht zu drücken. Da man das Recht der ersten Karten hat, können die Sauen sofort gespielt werden und sind – in aller Regel – sichere Punkte.